# Midway (lớp tàu sân bay)
Lớp tàu sân bay Midway của Hải quân Hoa Kỳ là một trong những thiết kế tàu sân bay có thời gian phục vụ lâu nhất trong lịch sử. Được đưa ra hoạt động lần đầu tiên vào cuối năm 1945, chiếc dẫn đầu của lớp, Midway (CV-41) chỉ được cho ngừng hoạt động vào năm 1992, không lâu sau khi đã tham gia chiến đấu trong cuộc Chiến tranh vùng vịnh.

### Như được chế tạo (thập niên 1940)

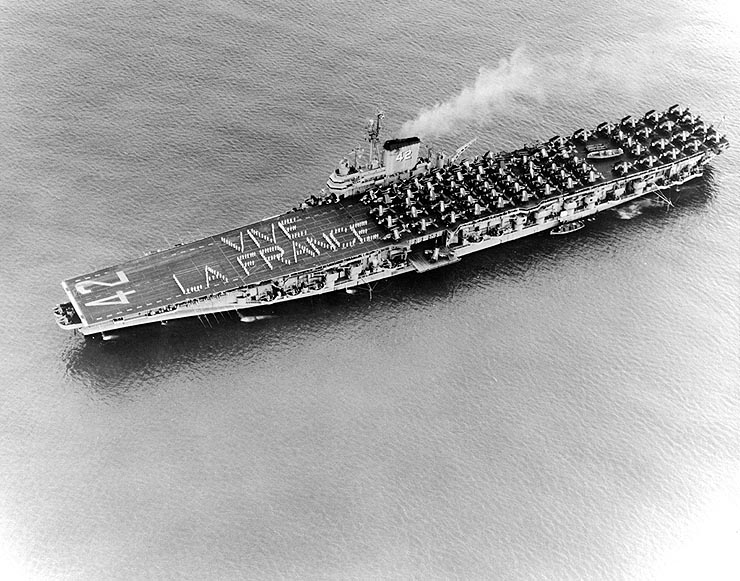
Franklin D. Roosevelt (CV-42)

### USS Coral Sea, khi nghỉ hưu (1991)

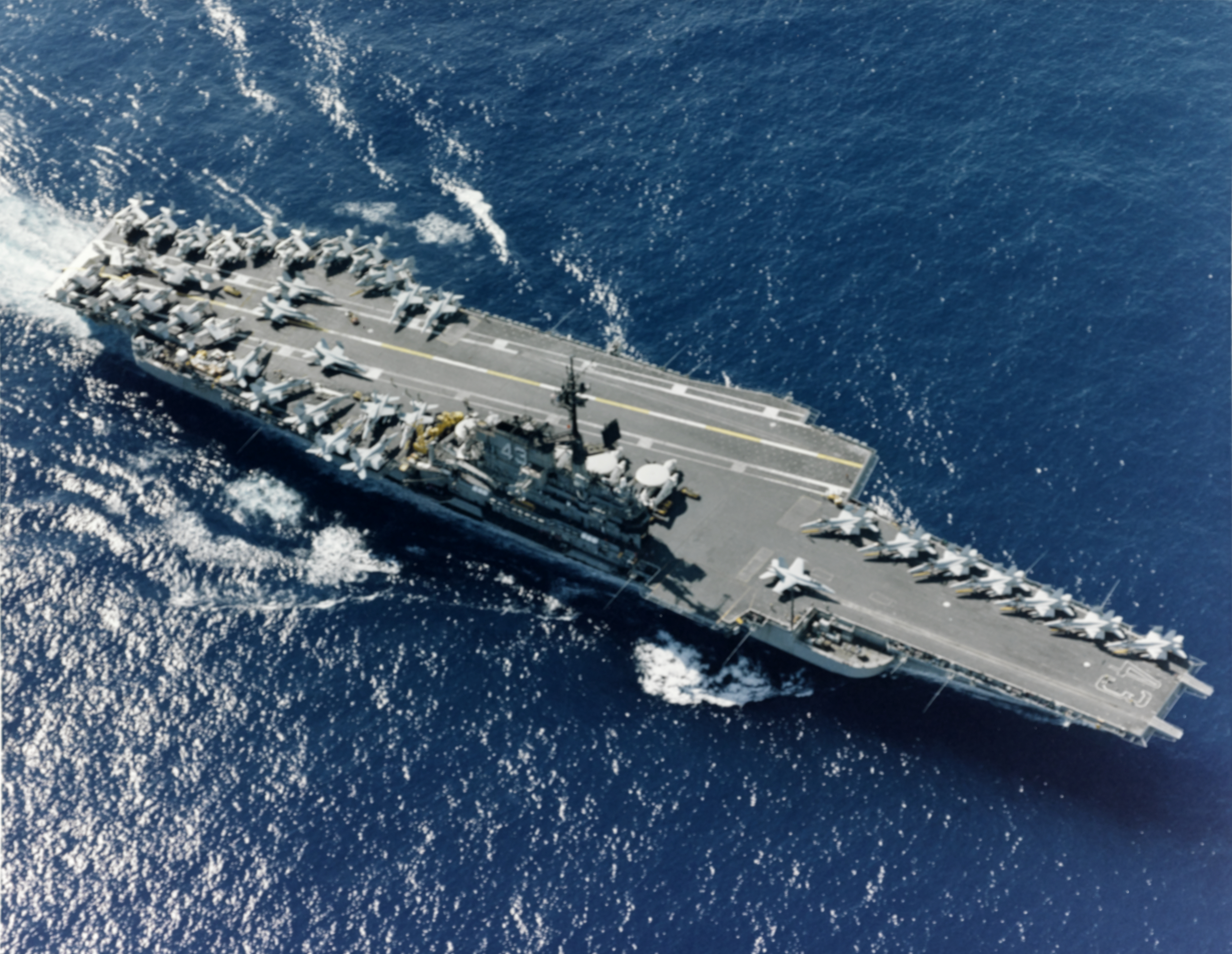
Coral Sea (CV-43)